# Klaverblad Verzekeringen
Klaverblad Verzekeringen is een Nederlandse coöperatieve verzekeringsmaatschappij. De organisatie is gevestigd in Zoetermeer en is een middelgrote verzekeraar. Ze biedt voornamelijk verzekeringen via verzekeringsadviseurs aan, maar ook rechtstreeks via internet.

## Geschiedenis
In 1850 richtte notaris Adriaan Maarten Montijn, samen met zijn zoon Pieter Marie, de eerste voorloper van Klaverblad Verzekeringen op: De Nederlandsche Brandwaarborgmaatschappij voor roerende goederen, van enkel Landbouwers en Veehouders onderling. In de beginjaren richtte zij zich op agrariërs die de inventaris en oogst wilden verzekeren.
In 1859 richtte Van Beusekom in Loenen aan de Vecht eenzelfde soort verzekeraar op, waarmee een nauwe samenwerking ontstond. 
In 1937 richtte meneer Montijn samen met dhr. Böcker (directeur bij de Algemeene Nederlandsche Onderlinge Hagelverzekering Maatschappij) een nieuwe maatschappij op: Samenwercken Ontplooyt Cracht (SOC). Het pakket aan verzekeringen werd hierdoor veel groter. Alle risico’s behalve leven waren er te verzekeren.
In 1940 is de samenwerking Montijn en van Beusekom een feit: Onderlinge Verzekering Maatschappij Montijn-van Beusekom.
Pas in 1957 krijgen de maatschappijen Montijn en van Beusekom een gezamenlijke naam: Brandwaarborg Maatschappijen 1850&1859. Daarmee krijgt het logo vier blaadjes in plaats van drie: één blaadje voor Montijn, één voor van Beusekom, één voor hun dochtermaatschappij en één voor SOC. Door het logo is al snel de naam ‘de Klaverblad maatschappijen’ in gebruik. Ruim twintig jaar later, in 1979, kreeg de organisatie een nieuwe naam genaamd Klaverblad Onderlinge Verzekeringsmaatschappij U.A. met als handelsnaam Klaverblad Verzekeringen. In 1985 vestigde de organisatie zich in Zoetermeer.
In mei 2019 werd de verkoop bekendgemaakt van Klaverblad Leven N.V. aan Lifetri Group. Met deze verkoop is een premievolume van ruim € 63 miljoen gemoeid. Na de gebruikelijke goedkeuring van de toezichthouders is de transactie afgerond op 31 maart 2020. Na de verkoop ligt de focus bij Klaverblad op schade- en inkomensverzekeringen. Onder de Lifetri Groep vallen Lifetri Verzekeringen en Lifetri Uitvaartverzekeringen, een uitvaartverzekeraar met circa 185.000 polishouders in Nederland.

## Activiteiten
De verzekeringsmaatschappij had in het verleden uitsluitend agrariërs als doelgroep. Later richtte men zich ook op particulieren, zzp'ers en het Midden- en Kleinbedrijf. Klaverblad heeft 397 medewerkers in dienst en telt bijna 400.000 verzekerden in 2023. De verzekeringen worden verkocht via zo'n 3000 verzekeringsadviseurs.

## Organisatie
Coöperatie Klaverblad Verzekeringen U.A. staat aan het hoofd van de verzekeringsgroep.
Het bedrijf bestaat uit drie onderdelen:
1. Klaverblad Schadeverzekeringsmaatschappij N.V. is er voor de schadeverzekeringen, zoals woonhuis-, inboedel-, aansprakelijkheids-, auto- en arbeidsongeschiktheidsverzekeringen.
2. Klaverblad Rechtsbijstand Stichting is een onafhankelijke stichting die juridische hulp geeft aan klanten met een rechtsbijstandverzekering bij Klaverblad Schadeverzekeringsmaatschappij N.V..
3. Klaverblad Assurantiën. Dit is een verbonden bemiddelaar. Deze bemiddelt voor klanten die geen onafhankelijke assurantieadviseur willen hebben, maar die hun verzekering rechtstreeks bij Klaverblad willen afsluiten.